# Swiss Golf
Swiss Golf ist der Schweizer Golfverband mit Sitz in Epalinges (Waadt). Swiss Golf ist der Dachverband des Golfsport in der Schweiz und als verantwortlicher Sportverband Mitglied bei Swiss Olympic.

## Geschichte
Im Jahr 1902 wurde in Luzern der Schweizer Golfverband unter dem Namen „Swiss Golf Association“ von vier Männern gegründet, darunter Arthur C. Crosfield, der erste Präsident des Verbandes. Nach dem Zweiten Weltkrieg umfasste die damalige ASG 18 Clubs und zählte 560 Mitglieder.
Während der nächsten Jahrzehnts wuchs Golf in der Schweiz erst langsam, 1965 wurde in Lenzerheide-Valbella erst der siebte 18-Loch-Platz der Schweiz gebaut und der grösste Golfclub kam aus Genf, der als einziger über 300 Mitglieder zählte.
Erst ein Jahrzehnt später wuchs der Sport schneller und 1965 zählte der Verband 3'500 Mitglieder. Die Mitgliedszahl konnte bis 1975 nochmals auf fast 6'700 Mitglieder verdoppelt werden.
1981 erhielt der Verband erstmals ein bezahltes Sekretariat mit einem 50-Prozent-Pensum. Auch konnte das Wachstum mit einer knappen Verdoppelung der Mitgliederzahlen innert zehn Jahren beibehalten werden, sodass der Verband 1985 12'000 Mitglieder zählte, wovon 1'500 dem Nachwuchs angehörten. Die  (knappe) Verdoppelung der Mitgliederzahlen konnte auch in den folgenden Jahrzehnten erreicht werden, so zählte der Verband 1995 fast 25'000 Golfer und Golferinnen, wovon 10 10 dem Nachwuchs angehörten sowie 50 Vereine. 2005 waren es dann bereits 50'000 Sportler und 88 Golfclubs, wobei der Anteil an Junioren nochmals gestiegen ist.
Seit 2008 sind die Vereinigung der unabhängigen Golfer (ASGI) und die Migros Golfparks an dem Schweizer Golfverband angeschlossen. Im Jahr 2010 umfasst der Verband 94 Mitgliederclub und knapp 80'000 aktive Spieler, davon gut 7'200 Junioren.
An der Delegiertenversammlung 2019 wurde der Name des Verbands mit einer Statutenänderung auf Swiss Golf geändert und die beiden Public Golf Organisationen (PGO) – ASGI und Migros GolfCard – wurden statutarisch in den Verband integriert. 2021 wurde für Pitch&Putt, Driving Ranges und Indoor-Anlagen (abgekürzt DPI) eine neue Mitgliederkategorie eingeführt.

## Sitz und Mitgliedschaften
Swiss Golf ist ein Verein im Sinne von Art. 60 ff. des Schweizerischen Zivilgesetzbuches mit Sitz am Domizil seines Generalsekretariates in Epalinges, in der Nähe von Lausanne.
Swiss Golf ist Mitglied von Swiss Olympic, der EGA (European Golf Association), von The R&A sowie der IGF (International Golf Federation) sowie der EDGA (European Disabled Golf Association).

## Statistiken
Aktuell zählt Swiss Golf 105'109 aktive Spieler (Stand: 2024) und besteht aus 98 Clubs und 2 Public Golf Organisationenen (ASGI und Migros GolfCard). Von den über 105'000 Mitglieder sind 35'200 Frauen und 63'400 Männer. Dazu kommen noch 2'100 Juniorinnen und 4'400 Junioren.
Zusätzlich zu den Mitgliedsclubs und PGOs hat Swiss Golf angeschlossene Vereinigungen und Golfanlagenbetreiber (Driving Range / Pitch & Putt / Indoor-Anlage).